# Gottlieb Fritz

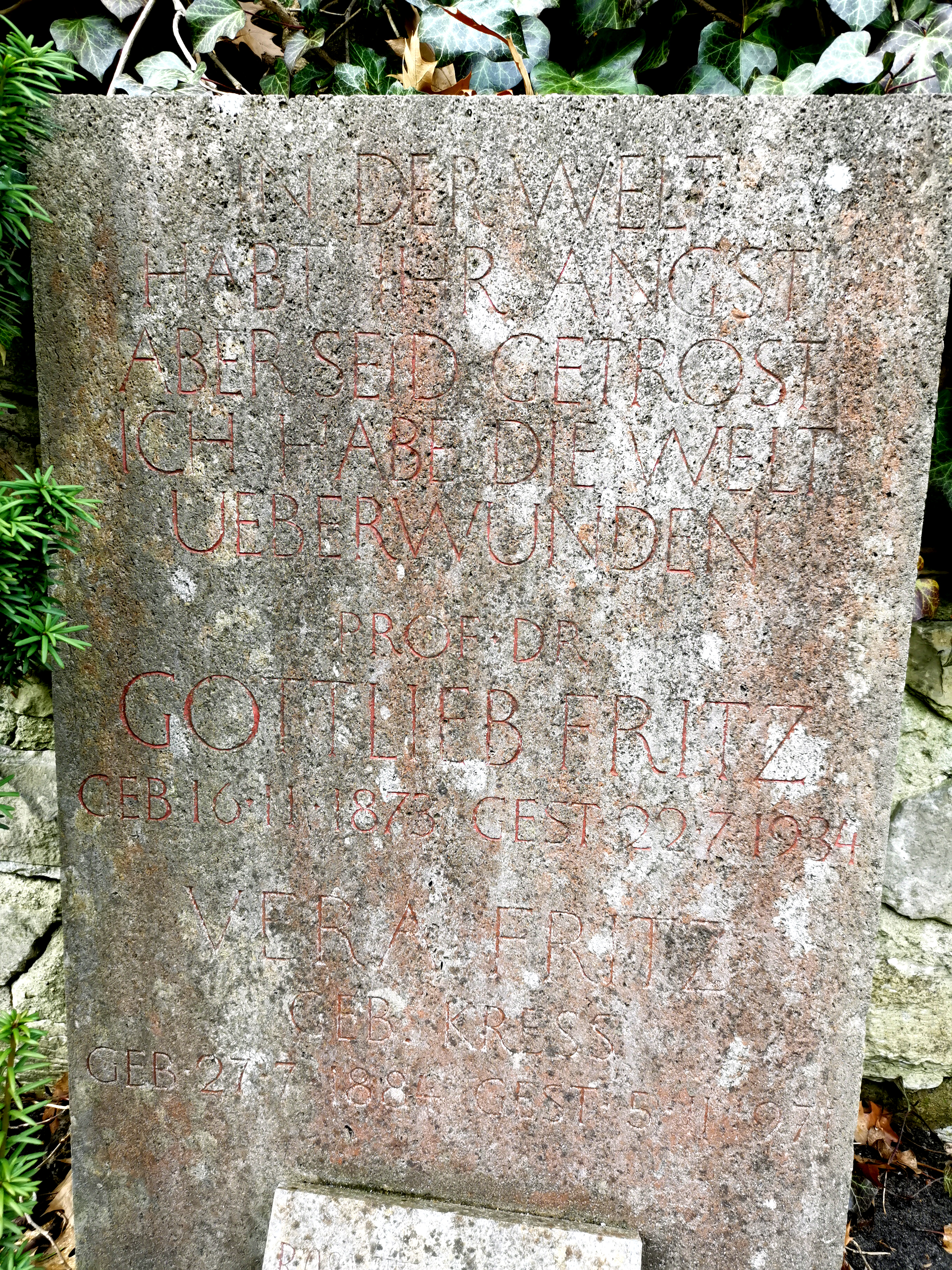
Grabstein auf dem Friedhof Berlin-Hermsdorf Frohnauer Straße

Gottlieb Fritz (* 16. November 1873 in Harlingerode a. Harz; † 22. Juli 1934) war ein deutscher Bibliothekar.

## Leben
Fritz besuchte das Gymnasium in Wolfenbüttel und studierte anschließend Literaturgeschichte, Geschichte und Klassische Philologie in Zürich, Leipzig, Berlin und Braunschweig, wo er 1898 das Staatsexamen ablegte. 1896 wurde er in Berlin promoviert. 1897 wurde er Hilfsarbeiter an der Stadtbibliothek Charlottenburg, 1898 Volontär an der Staatsbibliothek zu Berlin. 1899 wechselte er als Leiter an die Öffentlichen Bücherhallen in Hamburg, ein Jahr später wurde er Bibliothekar an der Stadtbibliothek Berlin-Charlottenburg, hier konnte er einige Ideen der Bücherhallenbewegung realisieren. 1914 wurde ihm der Titel Professor verliehen. 1922 erlangte Fritz dann die Position des Volksbücherei-Direktors von Groß-Berlin und 1924 wurde er Direktor der Stadtbibliothek Berlin. Gleichzeitig leitete er die Berliner Bibliotheksschule, und er gab jahrelang die Zeitschrift Bücherei und Bildungspflege heraus. 1934 wurde er als Direktor der Stadtbibliothek Berlin wegen Dienstunfähigkeit in den endgültigen Ruhestand geschickt. Er verlor auch sein Amt als Leiter der Berliner Bibliotheksschule, die Anfang 1933 durch das NS-Regime geschlossen wurde. Gegen Fritz war im August 1933 ein Dienststrafverfahren wegen  Unregelmäßigkeiten beim Ankauf der Privatbibliothek von Otto Pniower eingeleitet worden. Zwar wurde das Verfahren 1934 eingestellt, statt seiner wurde nun der ehemalige Hilfsbibliothekar Paul Zech beschuldigt; Fritz kam über diesen Schlag aber nicht hinweg und verstarb, geschwächt durch eine Krankheit, noch im selben Jahr.

## Schriften (Auswahl)
- Der Spieler im deutschen Drama des 18. Jahrhunderts, Berlin: Paul 1896 (Berlin, Univ., Phil. Fak., Inaug.-Diss., 1896).
- Die Neugestaltung des städtischen Bibliothekswesens: Nebst einer Übersicht über den gegenwärtigen Stand der Bücherhallenbewegung, Berlin: R. Gaertner 1902 (Vorträge und Aufsätze aus der Comenius-Gesellschaft; Jg. 10, St. 3).
- Erfolge und Ziele der deutschen Bücherhallenbewegung 1902–1907, Berlin: Weidmann 1907 (Vorträge und Aufsätze aus der Comenius-Gesellschaft; 15,3).
- Das moderne Volksbildungswesen: Bücher- und Lesehallen, Volkshochschulen und verwandte Bildungseinrichtungen in den wichtigsten Kulturländern in ihrer Entwicklung seit der Mitte des 19. Jahrhunderts, Leipzig: Teubner 1909 (Aus Natur und Geisteswelt; 266).
- Die deutsche Bibliotheksbewegung der vierziger Jahre. In: Zentralblatt für Bibliothekswesen, Bd. 31 (1914), S. 489–502.
- Volksbüchereien (Bücher- und Lesehallen); ihre Einrichtung und Verwaltung, Berlin [u. a.]: de Gruyter 1924 (Sammlung Göschen; 332).
- Die Ausbildung für den mittleren Bibliotheksdienst an wissenschaftlichen Bibliotheken sowie für den Dienst an Volksbibliotheken, Berlin: Hermann, 1925 (Veröffentlichungen der Bibliothekskurse in der Berliner Stadtbibliothek; 1).